# Rožle Prezelj
Rožle Prezelj (né le 26 septembre 1979 à Maribor) est un athlète slovène, spécialiste du saut en hauteur. Il mesure 1,94 pour 75 kg.

## Biographie
Il a réalisé 2,31 en salle en 2004 et 2,32 m en plein air en 2012. Il a été finaliste aux Jeux olympiques de Pékin (12e).

## Palmarès
| Date | Compétition                       | Lieu       | Résultat | Marque |
| ---- | --------------------------------- | ---------- | -------- | ------ |
| 2001 | Championnats d'Europe espoirs     | Amsterdam  | 1er      | 2,21 m |
| 2001 | Jeux méditerranéens               | Radès      | 5e       | 2,19 m |
| 2002 | Championnats d'Europe en salle    | Vienne     | qual.    | 2,17 m |
| 2004 | Championnats du monde en salle    | Budapest   | qual.    | 2,24 m |
| 2004 | Jeux olympiques                   | Athènes    | qual.    | 2,20 m |
| 2005 | Championnats d'Europe en salle    | Madrid     | qual.    | 2,18 m |
| 2005 | Jeux méditerranéens               | Almeria    | 8e       | 2,18 m |
| 2006 | Championnats d'Europe             | Göteborg   | qual.    | 2,19 m |
| 2007 | Championnats d'Europe en salle    | Birmingham | qual.    | 2,13 m |
| 2007 | Championnats du monde             | Osaka      | qual.    | 2,26 m |
| 2008 | Jeux olympiques                   | Pékin      | 12e      | 2,20 m |
| 2010 | Championnats d'Europe             | Barcelone  | qual.    | 2,15 m |
| 2011 | Championnats d'Europe en salle    | Paris      | qual.    | 2,22 m |
| 2011 | Championnats d'Europe par équipes | Izmir      | 2e       | 2,20 m |
| 2011 | Championnats du monde             | Daegu      | qual.    | 2,25 m |
| 2012 | Championnats d'Europe             | Helsinki   | qual.    | 2,15 m |
| 2012 | Jeux olympiques                   | Londres    | qual.    | 2,21 m |
| 2013 | Championnats d'Europe par équipes | Kaunas     | 2e       | 2,18 m |
| 2013 | Jeux méditerranéens               | Mersin     | 7e       | 2,21 m |
| 2013 | Championnats du monde             | Moscou     | qual.    | 2,17 m |

## Records
| Épreuve         | Épreuve      | Performance | Lieu      | Date            |
| --------------- | ------------ | ----------- | --------- | --------------- |
| Saut en hauteur | En plein air | 2,32 m      | Maribor   | 18 juin 2012    |
| Saut en hauteur | En salle     | 2,31 m      | Ljubljana | 24 janvier 2004 |